# Boels Ladies Tour 2017
De Boels Ladies Tour 2017 werd verreden van dinsdag 29 augustus tot en met zondag 3 september in Nederland. Het was de 20e editie van de rittenkoers, die vanaf dit jaar behoort tot de UCI Women's World Tour 2017. De ronde telde zes etappes, inclusief een proloog en een tijdrit. Titelverdedigster was Chantal Blaak. De ronde werd gewonnen door Annemiek van Vleuten die zowel de proloog als de tijdrit won en van begin tot eind in de leiderstrui reed.
De ronde ging van start op dinsdag 29 augustus met een proloog, een korte tijdrit van 4,3 km door Wageningen, de woonplaats van Annemiek van Vleuten. Zij won de proloog met vijf seconden voorsprong op Ellen van Dijk (de nummer twee van 2016) en elf seconden voor Lisa Brennauer (eindwinnares van 2015). De tweede etappe eindigde, ondanks een lange vluchtpoging van Eri Yonamine waar ze de prijs voor de strijdlust mee won, in Arnhem in een massasprint die gewonnen werd door Kirsten Wild. Ook de tijdrit van bijna 17 km op dag drie in Roosendaal werd gewonnen door Van Vleuten, door wederom Van Dijk te verslaan met enkele seconden. Net als de tweede eindigde ook de vierde etappe in Weert in een massasprint, gewonnen door Brennauer. Tijdens de voorlaatste etappe in de Zuid-Limburgse heuvels sprong leidster Van Vleuten mee met de ontsnapte Anna van der Breggen, die de sprint won in Vaals, maar Van Vleuten pakte wel bijna een minuut voorsprong op al haar andere concurrentes. De slotrit bestond uit drie rondes van 50 km over Limburgse heuvels als de Slingerberg, Adsteeg en Sweikhuizen, met start en finish op het Tom Dumoulin Bike Park in Sittard-Geleen. Een grote kopgroep van elf kleurde de slotrit, met o.a. Chloe Hosking, Christine Majerus, Roxane Knetemann en Lucinda Brand. In de finale konden Janneke Ensing en Katarzyna Niewiadoma de oversteek maken en later ontsnapten zij samen met Brand uit de kopgroep, waarna Ensing solo aankwam in Sittard.
Van Vleuten won de oranje trui van het eindklassement, Van der Breggen werd tweede en verzekerde zich van de eindzege in de Women's World Tour en Van Dijk werd derde. Brennauer won de groene trui van het puntenklassement, Alexis Ryan de bolletjestrui van het bergklassement, Demi de Jong de witte trui van het jongerenklassement en Winanda Spoor de blauwe trui van het tussensprintklassement. Daarnaast kreeg elke etappewinnares een roze trui en was er elke dag een rode trui voor de strijdlustigste. De ploeg Boels Dolmans won het ploegenklassement.

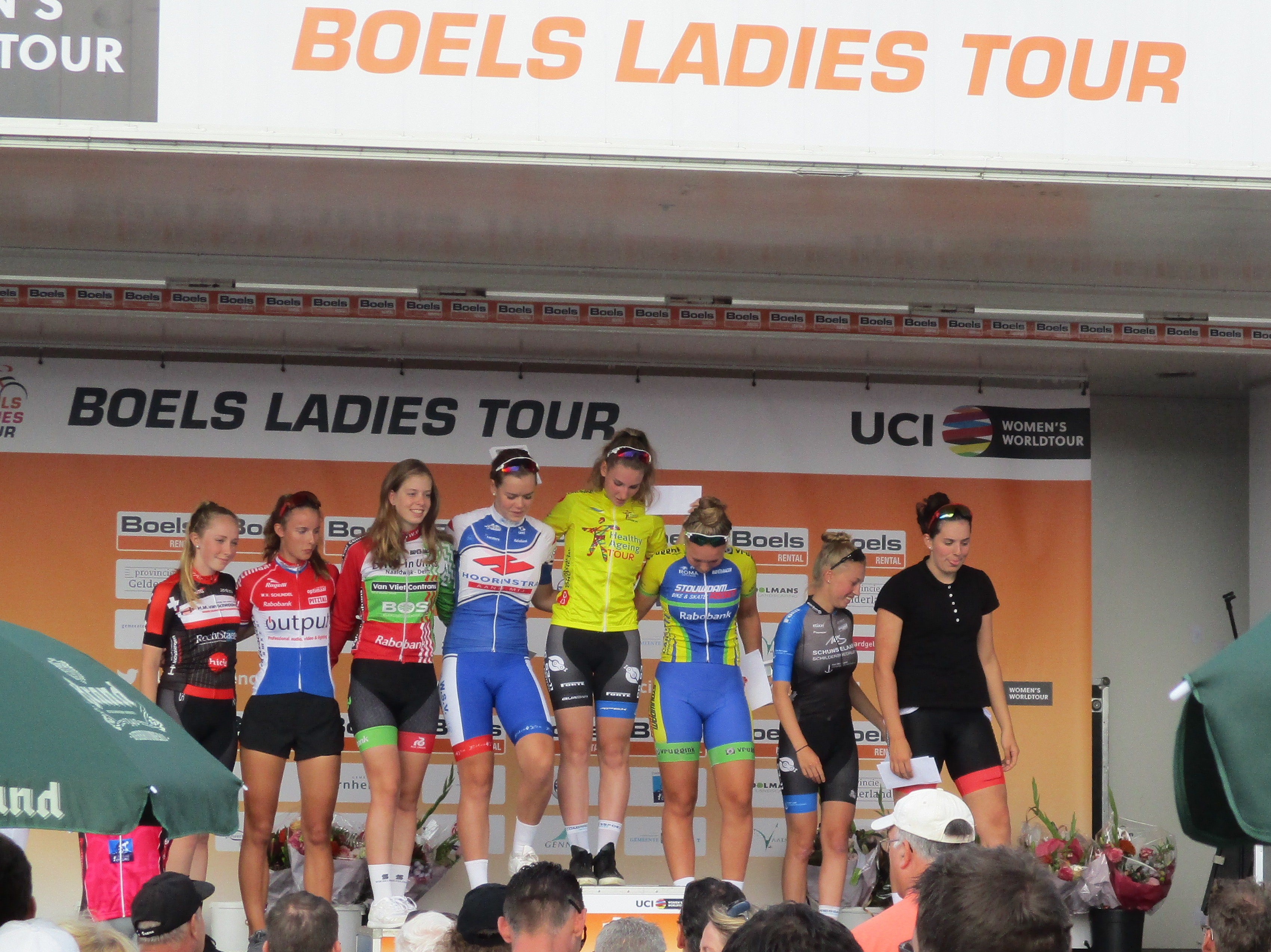
Winnaars juniorenwedstrijden.

Tijdens de ronde werden ook diverse nevenactiviteiten georganiseerd. Zo vonden in Weert een fietsclinic en een wielercafé in Theater de Huiskamer plaats; een talkshow door Marijn de Vries en Nynke de Jong met verschillende rensters. Tijdens de laatste etappe vonden op het Bike Park verschillende juniorenwedstrijden plaats.

## Teams
| Nrs.  | UCI-teams     |
| ----- | ------------- |
| 1-6   | Boels Dolmans |
| 11-16 | Wiggle High5  |
| 21-26 | WM3           |
| 31-36 | Team Sunweb   |
| 41-46 | Canyon-SRAM   |
| 51-56 | Orica-Scott   |
| 61-66 | Alé Cipollini |

| Nrs.    | UCI-teams                          |
| ------- | ---------------------------------- |
| 71-76   | Cylance                            |
| 82-85   | Team VéloConcept                   |
| 91-96   | Hitec Products                     |
| 101-106 | Lares-Waowdeals                    |
| 111-115 | Lensworld-Kuota                    |
| 121-126 | FDJ Nouvelle-Aquitaine Futuroscope |
| 131-136 | Parkhotel Valkenburg-Destil        |

| Nrs.    | Nationale selecties |
| ------- | ------------------- |
| 141-144 | België              |
| 151-156 | Verenigde Staten    |

## Etappe-overzicht

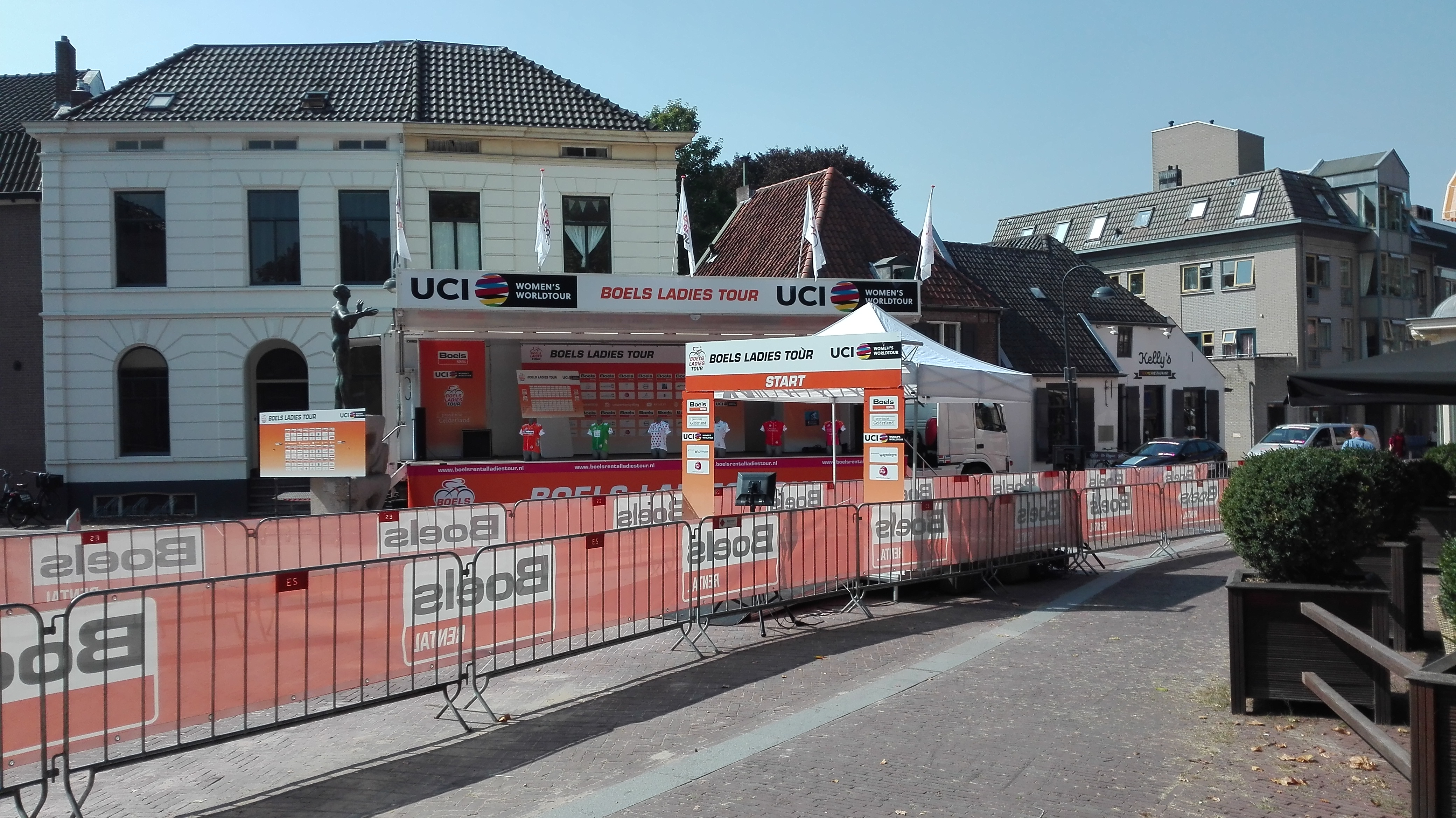
Startpodium op het 5 Mei Plein in Wageningen

In november 2016 werd bekend dat op 31 augustus de derde etappe als individuele tijdrit wordt verreden in Roosendaal. In december maakte de organisatie bekend dat Weert op 1 september finish- en op 2 september startplaats zal zijn. In maart werd bekend dat het slotweekend in Zuid-Limburg verreden zal worden. De vijfde etappe start in Stramproy (gemeente Weert) en finisht in Vaals en de slotrit start en finisht in Sittard-Geleen. In juni werd het etappeschema gecompleteerd met o.a. een proloog in Wageningen, de woonplaats van Annemiek van Vleuten. Aanvankelijk stond er op de eerste dag na de proloog nog een avondetappe van en naar Gennep gepland, maar volgens de UCI-regels mogen er in een World-Tourwedstrijd niet twee etappes op één dag verreden worden.
| etappe | datum | start          | finish         | profiel             | afstand  | winnaar              | klassementsleider    |
| ------ | ----- | -------------- | -------------- | ------------------- | -------- | -------------------- | -------------------- |
| P      | 29-8  | Wageningen     | Wageningen     | Proloog             | 4,3 km   | Annemiek van Vleuten | Annemiek van Vleuten |
| 2e     | 30-8  | Eibergen       | Arnhem         | Vlakke rit          | 132,8 km | Kirsten Wild         | Annemiek van Vleuten |
| 3e     | 31-8  | Roosendaal     | Roosendaal     | Individuele tijdrit | 16,9 km  | Annemiek van Vleuten | Annemiek van Vleuten |
| 4e     | 1-9   | Gennep         | Weert          | Vlakke rit          | 121,4 km | Lisa Brennauer       | Annemiek van Vleuten |
| 5e     | 2-9   | Stramproy      | Vaals          | Heuvelrit           | 141,8 km | Anna van der Breggen | Annemiek van Vleuten |
| 6e     | 3-9   | Sittard-Geleen | Sittard-Geleen | Heuvelrit           | 159,7 km | Janneke Ensing       | Annemiek van Vleuten |

## Etappe-uitslagen

### Proloog

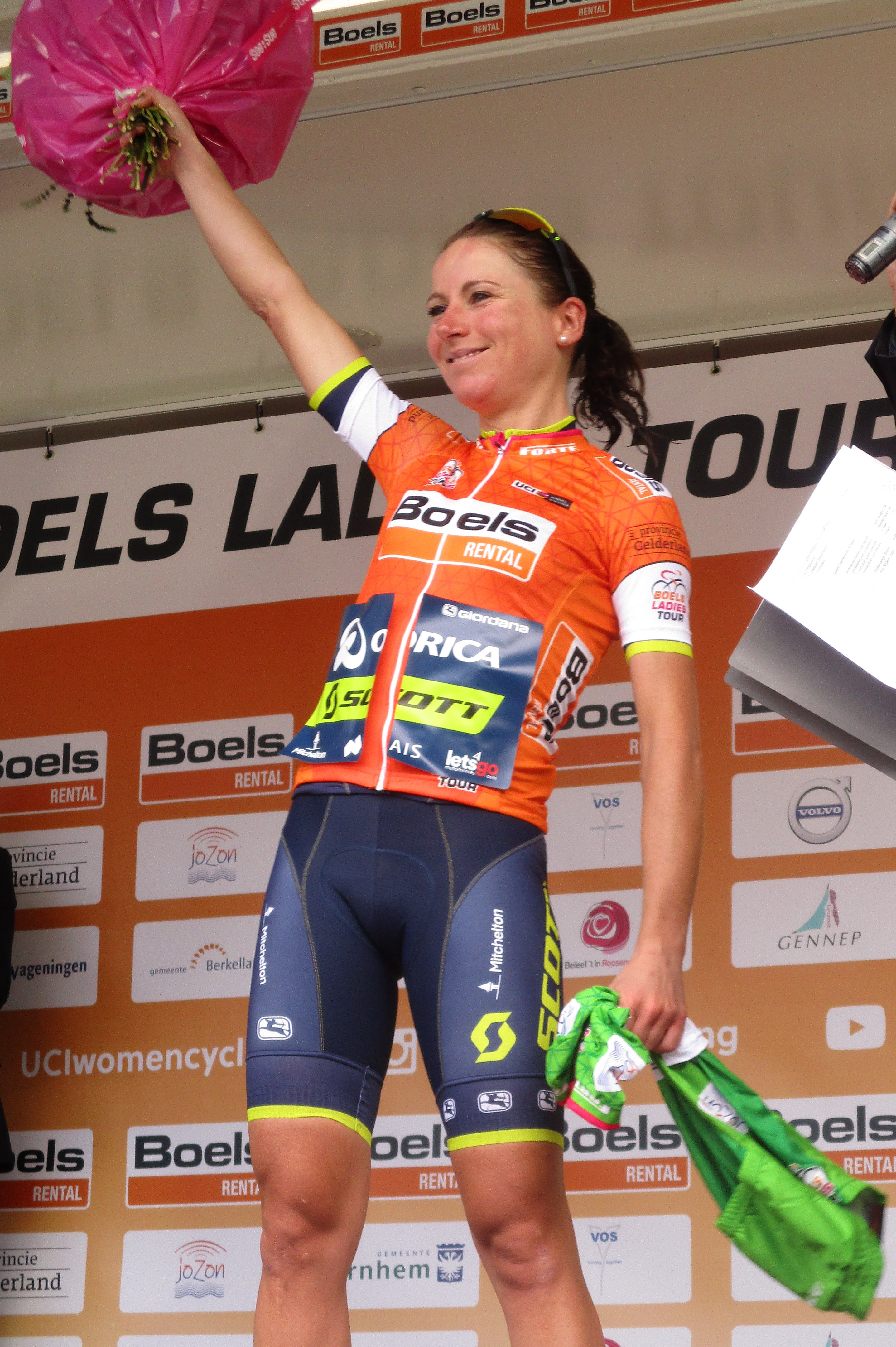
Van Vleuten won beide tijdritten en reed alle etappes in de leiderstrui.

| Dinsdag 29 augustus: Wageningen - Wageningen (4,3 km) |                      |               |       |
| Plaats                                                | Naam                 | Ploeg         | Tijd  |
| Winnaar                                               | Annemiek van Vleuten | Orica-Scott   | 5'47" |
| 2                                                     | Ellen van Dijk       | Team Sunweb   | + 4"  |
| 3                                                     | Lisa Brennauer       | Canyon-SRAM   | + 10" |
| 4                                                     | Anna van der Breggen | Boels Dolmans | + 14" |
| 5                                                     | Trixi Worrack        | Canyon-SRAM   | + 17" |

### 2e etappe

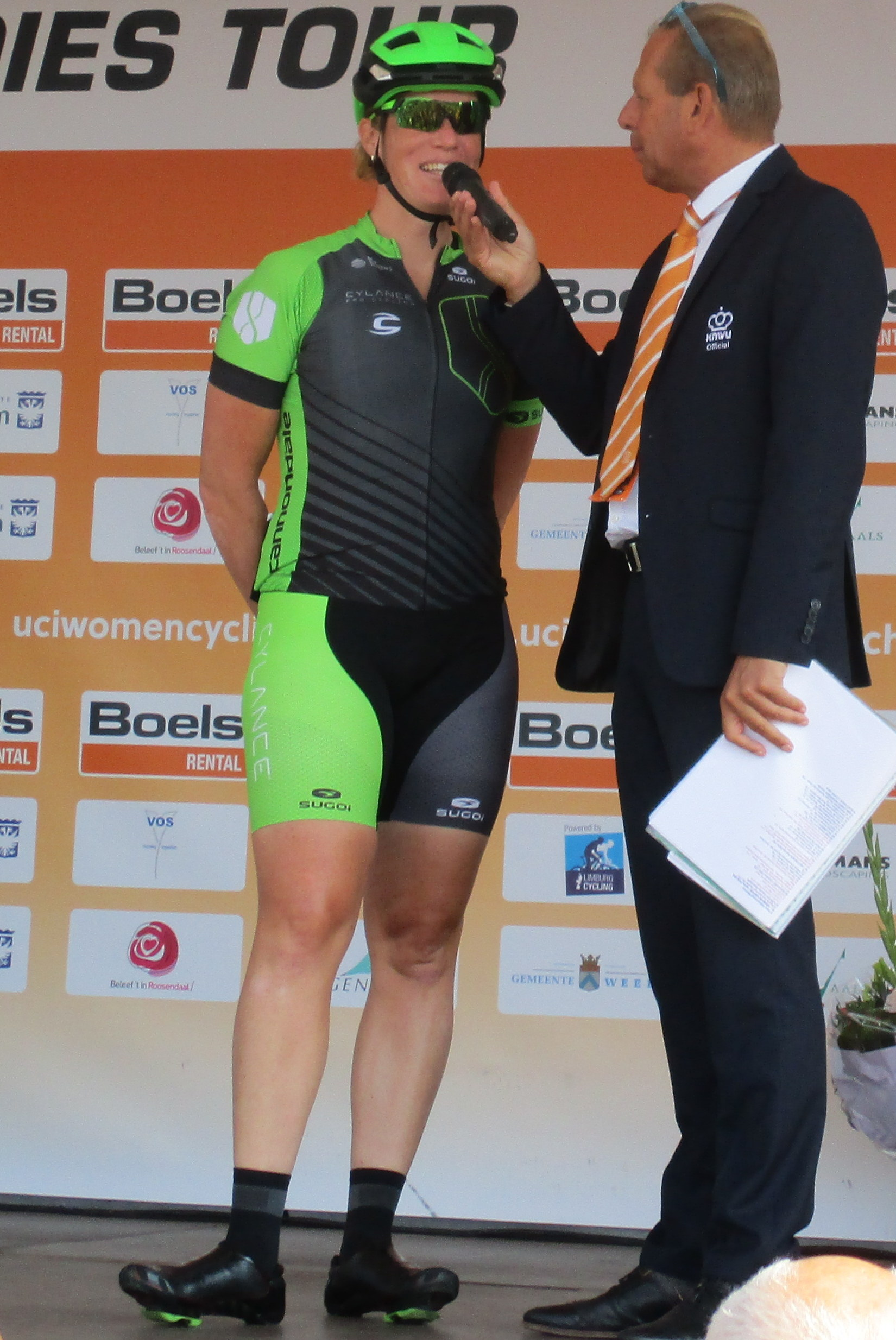
Kirsten Wild won de tweede etappe.

| Woensdag 30 augustus: Eibergen - Arnhem (132,8 km) |                           |                     |          |
| Plaats                                             | Naam                      | Ploeg               | Tijd     |
| Winnaar                                            | Kirsten Wild              | Cylance Pro Cycling | 3u18'48" |
| 2                                                  | Maria Giulia Confalonieri | Lensworld-Kuota     | z.t.     |
| 3                                                  | Lisa Brennauer            | Canyon-SRAM         | z.t.     |
| 4                                                  | Amy Pieters               | Boels Dolmans       | z.t.     |
| 5                                                  | Ellen van Dijk            | Team Sunweb         | z.t.     |

### 3e etappe (ITT)
| Donderdag 31 augustus: Roosendaal - Roosendaal (16,9 km) |                      |                  |        |
| Plaats                                                   | Naam                 | Ploeg            | Tijd   |
| Winnaar                                                  | Annemiek van Vleuten | Orica-Scott      | 22'12" |
| 2                                                        | Ellen van Dijk       | Team Sunweb      | + 4"   |
| 3                                                        | Linda Villumsen      | Team VéloConcept | + 26"  |
| 4                                                        | Anna van der Breggen | Boels Dolmans    | + 32"  |
| 5                                                        | Lisa Brennauer       | Canyon-SRAM      | + 33"  |

### 4e etappe

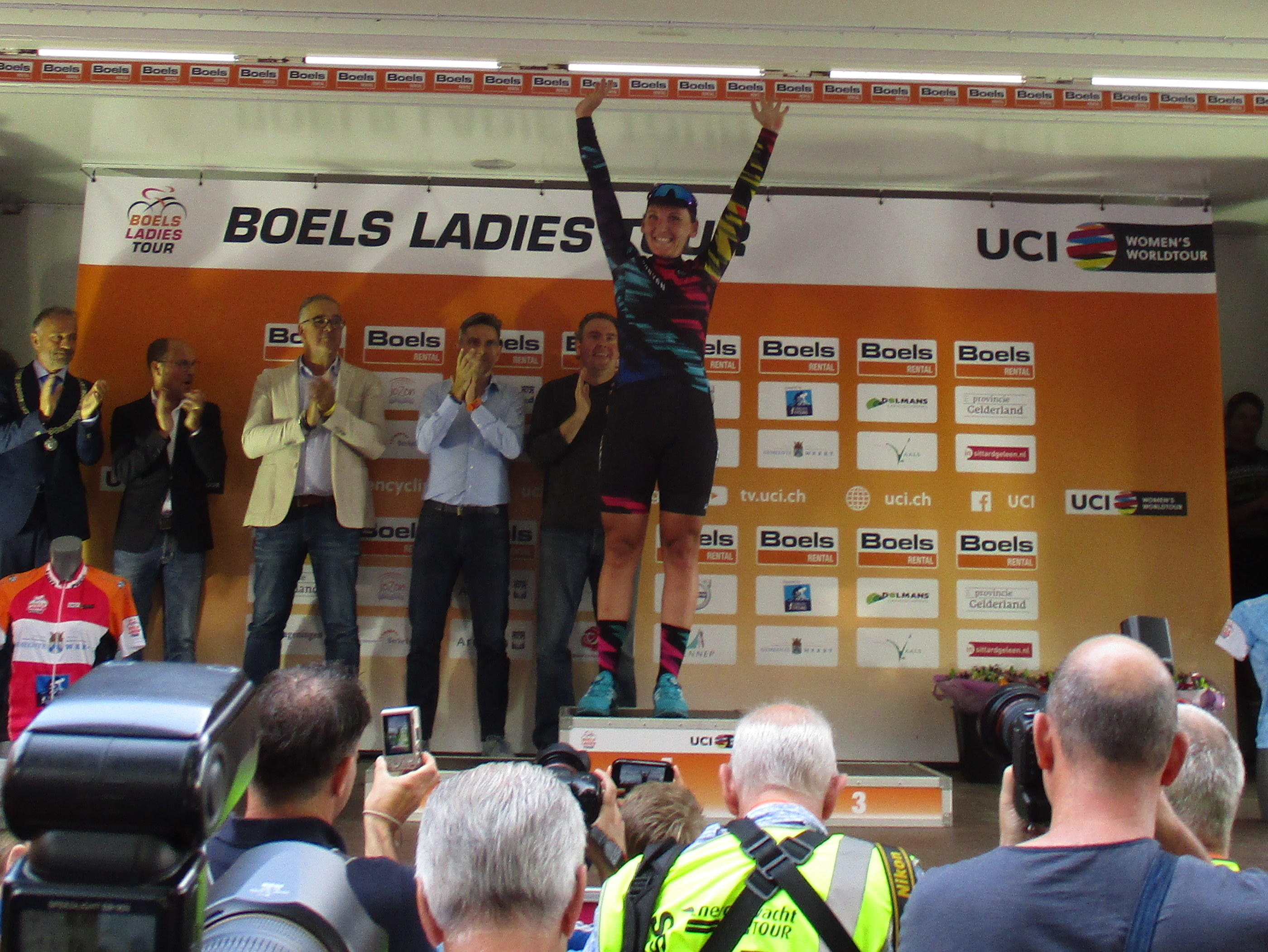
Ritwinnares Lisa Brennauer.

| Vrijdag 1 september: Gennep - Weert (121,4 km) |                   |                                    |          |
| Plaats                                         | Naam              | Ploeg                              | Tijd     |
| Winnaar                                        | Lisa Brennauer    | Canyon-SRAM                        | 2u57'42" |
| 2                                              | Chloe Hosking     | Alé Cipollini                      | z.t.     |
| 3                                              | Roxane Fournier   | FDJ Nouvelle-Aquitaine Futuroscope | z.t.     |
| 4                                              | Kirsten Wild      | Cylance Pro Cycling                | z.t.     |
| 5                                              | Marta Bastianelli | Alé Cipollini                      | z.t.     |

### 5e etappe

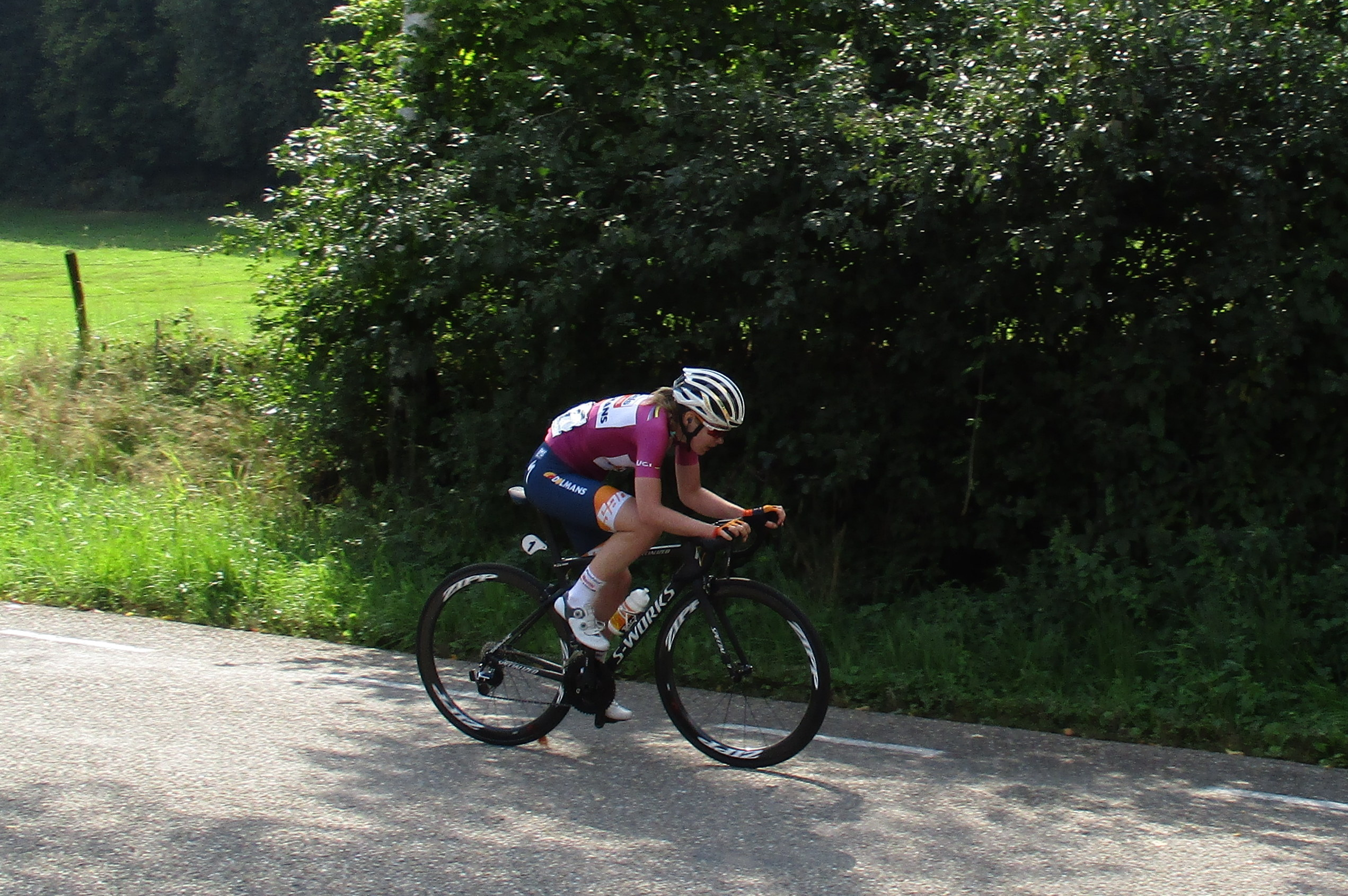
Beslissende demarrage van ritwinnares Anna van der Breggen.

| Zaterdag 2 september: Stramproy - Vaals (141,8 km) |                      |                           |          |
| Plaats                                             | Naam                 | Ploeg                     | Tijd     |
| Winnaar                                            | Anna van der Breggen | Boels Dolmans             | 3u44'27" |
| 2                                                  | Annemiek van Vleuten | Orica-Scott               | z.t.     |
| 3                                                  | Amy Pieters          | Boels Dolmans             | + 48"    |
| 4                                                  | Janneke Ensing       | Alé Cipollini             | z.t.     |
| 5                                                  | Ruth Winder          | Selectie Verenigde Staten | z.t.     |

### 6e etappe

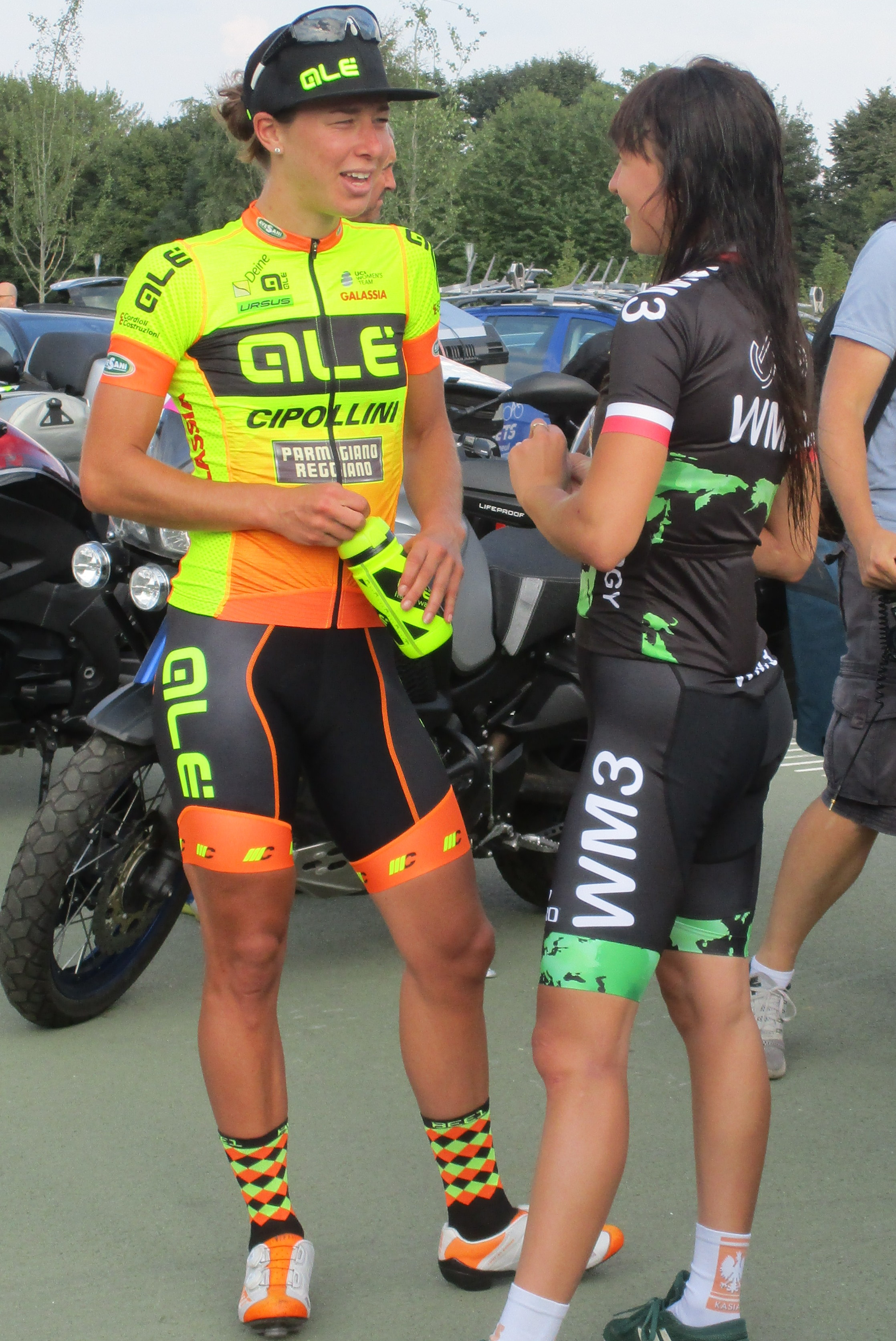
Ritwinnares Janneke Ensing en strijdlustigste Katarzyna Niewiadoma.

| Zondag 3 september: Sittard-Geleen - Sittard-Geleen (Tom Dumoulin Bike Park) (159,7 km) |                      |                                    |          |
| Plaats                                                                                  | Naam                 | Ploeg                              | Tijd     |
| Winnaar                                                                                 | Janneke Ensing       | Alé Cipollini                      | 4u11'57" |
| 2                                                                                       | Lucinda Brand        | Team Sunweb                        | + 30"    |
| 3                                                                                       | Katarzyna Niewiadoma | WM3 Pro Cycling                    | + 35"    |
| 4                                                                                       | Marta Bastianelli    | Alé Cipollini                      | + 1'10"  |
| 5                                                                                       | Roxane Fournier      | FDJ Nouvelle-Aquitaine Futuroscope | z.t.     |

## Eindklassementen

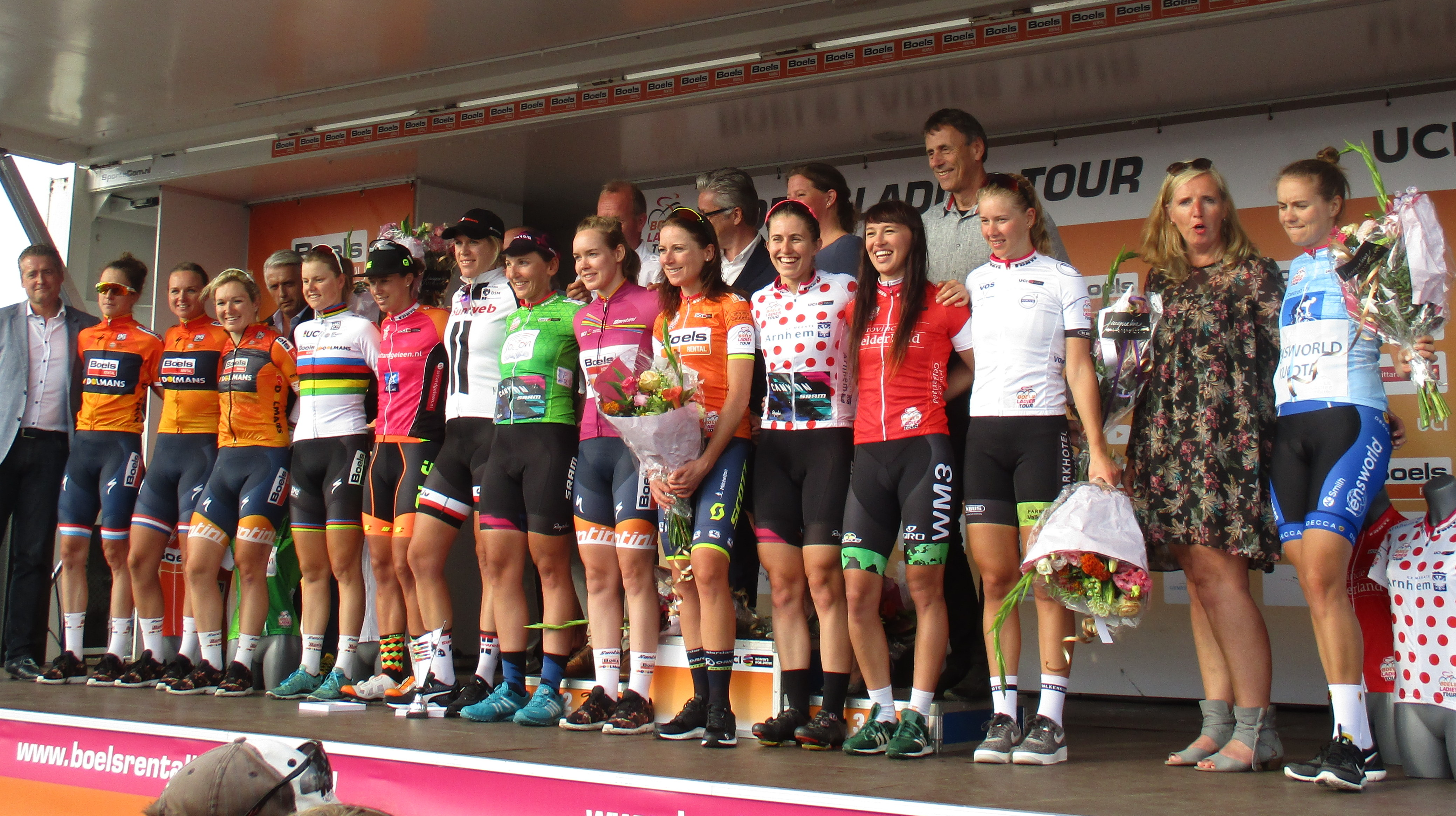
Alle truidragers op een rij, v.l.n.r:
Boels Dolmans: beste ploeg
Janneke Ensing: winnares slotetappe
Ellen van Dijk: derde in klassement
Lisa Brennauer: groene puntentrui
Anna van der Breggen: tweede in klassement
Annemiek van Vleuten: eindwinnares
Alexis Ryan: bolletjestrui
Katarzyna Niewiadoma: strijdlustigste
Demi de Jong: witte jongerentrui
Winanda Spoor: blauwe sprinttrui

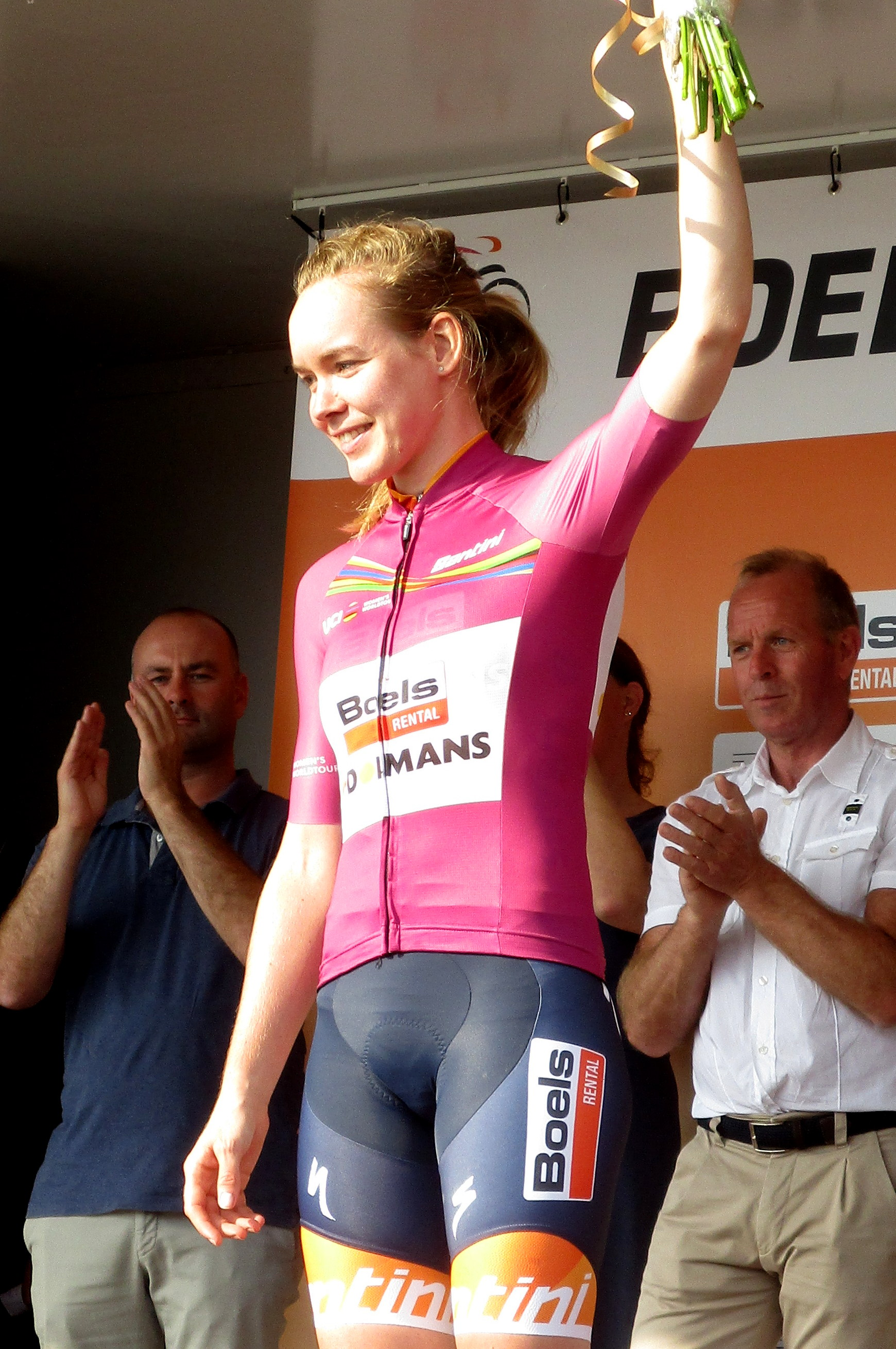
Van der Breggen verzekerde zich van eindwinst in de World Tour.

### Algemeen klassement
| Plaats      | Naam                 | Ploeg            | Tijd      |
| ----------- | -------------------- | ---------------- | --------- |
| Oranje trui | Annemiek van Vleuten | Orica-Scott      | 14u41'57" |
| 2           | Anna van der Breggen | Boels Dolmans    | + 43"     |
| 3           | Ellen van Dijk       | Team Sunweb      | + 1'03"   |
| 4           | Lisa Brennauer       | Canyon-SRAM      | + 1'24"   |
| 5           | Linda Villumsen      | Team VéloConcept | + 1'49"   |
| 6           | Chantal Blaak        | Boels Dolmans    | + 1'55"   |
| 7           | Katarzyna Niewiadoma | WM3 Pro Cycling  | + 2'04"   |
| 8           | Janneke Ensing       | Alé Cipollini    | + 2'18"   |
| 9           | Amy Pieters          | Boels Dolmans    | + 2'19"   |
| 10          | Elena Cecchini       | Canyon-SRAM      | + 2'27"   |

### Puntenklassement
| Plaats      | Naam                 | Ploeg         | Punten |
| ----------- | -------------------- | ------------- | ------ |
| Groene trui | Lisa Brennauer       | Canyon-SRAM   | 79     |
| 2           | Annemiek van Vleuten | Orica-Scott   | 77     |
| 3           | Anna van der Breggen | Boels Dolmans | 58     |

### Bergklassement
| Plaats        | Naam                 | Ploeg                       | Punten |
| ------------- | -------------------- | --------------------------- | ------ |
| Bolletjestrui | Alexis Ryan          | Canyon-SRAM                 | 23     |
| 2             | Natalie van Gogh     | Parkhotel Valkenburg-Destil | 16     |
| 3             | Katarzyna Niewiadoma | WM3 Pro Cycling             | 10     |

### Jongerenklassement
| Plaats     | Naam               | Ploeg                       | Tijd      |
| ---------- | ------------------ | --------------------------- | --------- |
| Witte trui | Demi de Jong       | Parkhotel Valkenburg-Destil | 14u48'43" |
| 2          | Pernille Mathiesen | Team VéloConcept            | + 45"     |
| 3          | Amalie Dideriksen  | Boels Dolmans               | + 11'25"  |

### Tussensprints
| Plaats           | Naam             | Ploeg                       | Tijd |
| ---------------- | ---------------- | --------------------------- | ---- |
| Lichtblauwe trui | Winanda Spoor    | Lensworld-Kuota             | 14   |
| 2                | Natalie van Gogh | Parkhotel Valkenburg-Destil | 3    |
| 3                | Alexis Ryan      | Canyon-SRAM                 | 3    |

## Klassementsleiders na elke etappe
| Etappe      | Alg. klassement      | Puntenklassement      | Jongerenklassement | Tussensprint         | Bergklassement       | Strijdlust           |
| P           | Annemiek van Vleuten | Annemiek van Vleuten1 | Floortje Mackaij   | nog geen klassement2 | nog geen klassement3 | nog geen klassement4 |
| 2           | Annemiek van Vleuten | Lisa Brennauer        | Floortje Mackaij   | Winanda Spoor        | Natalie van Gogh     | Eri Yonamine         |
| 3           | Annemiek van Vleuten | Ellen van Dijk        | Karlijn Swinkels   | Winanda Spoor        | Natalie van Gogh     | Eri Yonamine         |
| 4           | Annemiek van Vleuten | Lisa Brennauer        | Karlijn Swinkels   | Winanda Spoor        | Natalie van Gogh     | Pernille Mathiesen   |
| 5           | Annemiek van Vleuten | Annemiek van Vleuten  | Demi de Jong       | Winanda Spoor        | Anouska Koster       | Alexis Ryan          |
| 6           | Annemiek van Vleuten | Lisa Brennauer        | Demi de Jong       | Winanda Spoor        | Alexis Ryan          | Katarzyna Niewiadoma |
| Eindstanden | Annemiek van Vleuten | Lisa Brennauer        | Demi de Jong       | Winanda Spoor        | Alexis Ryan          | geen eindstand       |

1: uitgereikt aan en in de eerste etappe gedragen door Ellen van Dijk

2: uitgereikt aan en in de eerste etappe gedragen door Trixi Worrack

3: uitgereikt aan en in de eerste etappe gedragen door Lisa Brennauer

4: uitgereikt aan en in de eerste etappe gedragen door Amy Pieters